# Lámek (Kain leszármazottja)

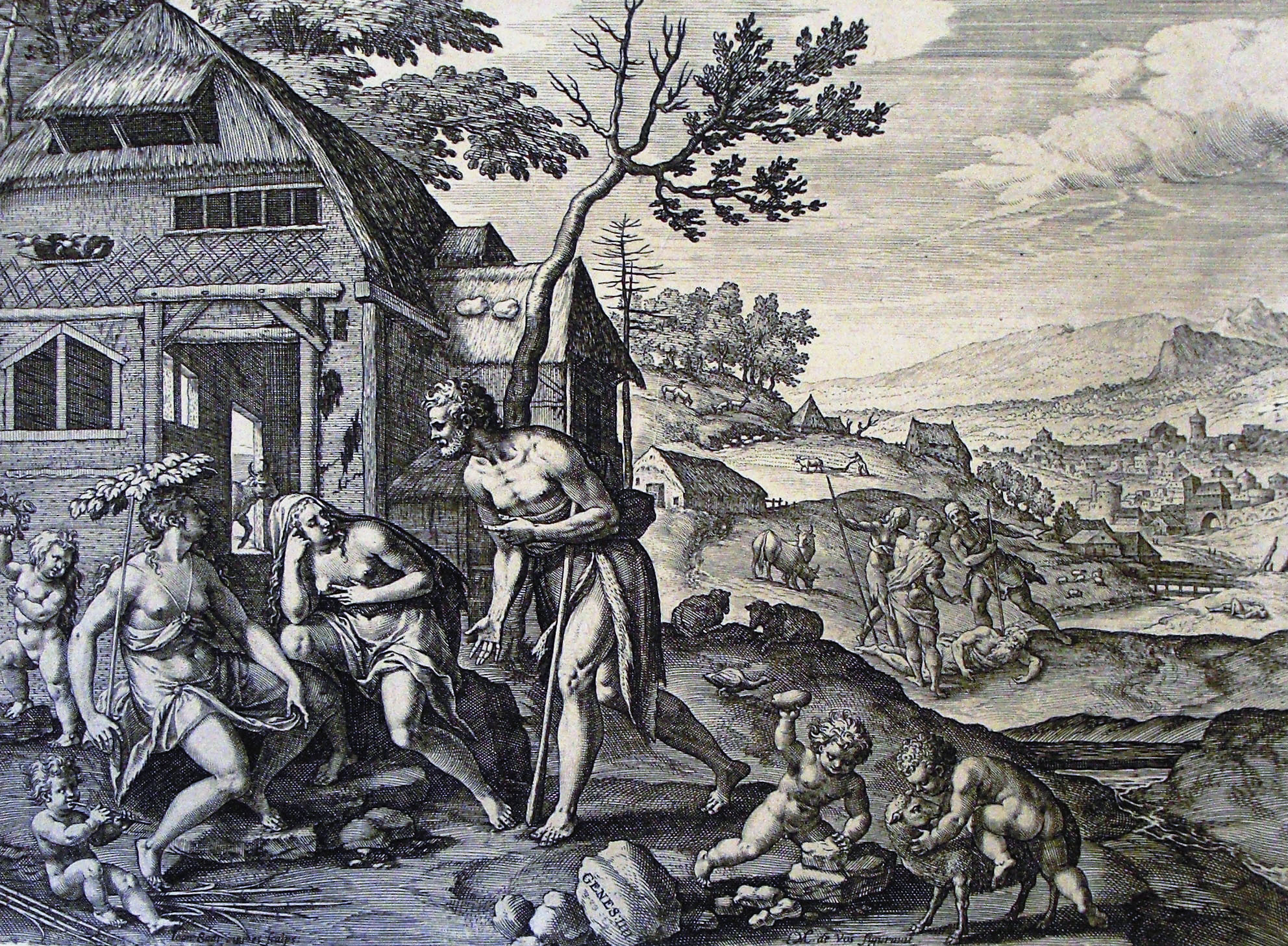
Lámek és két felesége a The Phillip Medhurst Képes Tórában

Lámek vagy Lámech (Héberül: לֶמֶךְ Lémeḵ) a Bibliában, Mózes első könyvének negyedik fejezetében (4,17–24) van megemlítve, mint Kain egyik leszármazottja. Kaintól a hatodik generáció tagja, édesapja Metúsáél volt. A Bibliában ő az első személy, akiről fel van jegyezve, hogy gyakorolta a poligámiát, két feleséget véve magának, Ádát és Cillát.

## Bibliai kontextus
Két genealógiai vonal közepette meglehetősen lényeges az a metszet, amely Lámeket, a Metusélah fiát, Kain leszármazottját és gyermekeit mutatja be.
19 Lámek két feleséget vett magának: az egyiknek Ádá volt a neve, a másiknak Cillá.
20 Ádá szülte Jábált. Ő lett a sátorlakók és pásztorok ősatyja.
21 Testvérének Júbál volt a neve. Ő lett minden citerás és fuvolás ősatyja.
22 Cillá is szült: Túbalkaint, mindenféle réz- és vasszerszám kovácsmesterét, továbbá Túbalkain húgát, Naamát.
23 Egyszer ezt mondta Lámek a feleségeinek: Ádá és Cillá, hallgassatok szómra! Lámek asszonyai, figyeljetek mondásomra! Embert ölök, ha megsebez, gyermeket is, ha megüt.
24 Ha hétszeres a bosszú Kainért, hetvenhétszeres az Lámekért!
—1Mózes 4:19-24

### Értelmezés
A szöveg teljes lefordítása után azt vehetjük észre, hogy a civilizáció számos formájának mitológiai eredete kerül bemutatásra, mint például a pásztorság és a zenészet a nappal termékeiként, míg az élvezet az éjszaka termékeként. A kovácsok, kereskedelmük során, szintén a sötétséggel kerülnek összefüggésbe. Lámeket kulturális hősként is le lehet leírni.
Lámek neveit a Midrás-ban a poligámia elleni támadásként értelmezik. Ádá az elbocsátottat jelképezi, ami arra utal, hogy Lámek Cilla javára bocsátotta el őt, akinek nevét úgy fordítják, mint az, aki önmagát beárnyékolta. Következésképpen a Midrás Ádát úgy kezeli, mint egy rabszolgát, aki fölött férje zsarnoki módon uralkodott. Továbbá megemlítésre kerül az az erkölcstelenség, amely Istent arra vezette, hogy özönvízzel elárassza földet, vagyis a poligámia, amelyet Lámek és az ő nemzedéke gyakorolt.
A rabbinikus hagyomány ugyanúgy elítéli Naamát, mint apját. Míg egy kisebbségi nézet, mint például az Abba ben Kahana, úgy véli, hogy Naamá Noé felesége volt  és ezután nevezték el, mert a magatartása Istennek tetszett, viszont a klasszikus rabbinikus források többsége azonban úgy véli, hogy a nevét az éneklésnek, a bálványok imádatára született kellemes dalainak köszönhetően szerezte.  

## A kard dala
Lámek megemlítésének utolsó része a Bibliában ( 1Mózes 4: 23–24) egy rövid verset jelenít meg, amely Kain átkára utal. A versben Lámek álláspontja szerint ő a legfőbb harcos, aki képes teljességgel megbosszulni önmagát. Azonban a Tanakhban arra magyarázat nincs, ki lehetett az, akit Lámek állítólag bosszúból meggyilkolt. Egyes tudósok a kard feltalálásával (Tubal-Kain találmánya), hozzák kapcsolatba, ami miatt gyakran úgy utalnak a versre, mint A kard dalára.

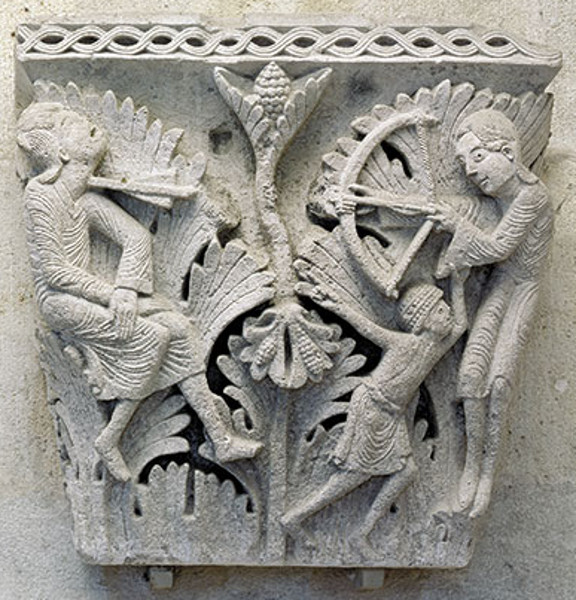

Ez a kontextus hiányossága azonban nem szabott gátot a rabbinikus hagyománynak, amely körülötte felnőtt. A Talmud és a Midrás kiterjedt legendákat mutatnak be, mint például a Rashi monda, amelyben Lámek először elveszíti a látását idős kora miatt, és Tubal-Kainnak kellett vezetnie őt, aki Kaintól a hetedik generációt képviselte. Tubal-Kain meglátott a távolban valamit, amit először egy állatnak gondolt, de valójában Kain volt az (még mindig életben volt, az özönvíz előtt élő emberek kiterjedt élettartama miatt), akit Lámek véletlenül egy nyíllal meglőtt és megölt. Amikor felfedezték, hogy ki volt az, Lámek, bánatában, összeszorította a két kezét, ami (nem világos okokból) megölte Tubal-Kaint. Ennek következtében Lámek feleségei elhagyják őt. Hasonló legenda található meg a pszeudepigrafikus Ádám és Éva második könyvében, a XIII. fejezetben; ebben a változatban Tubal-Kain nincs megnevezve, hanem egy „fiatal pásztorként” van jelképezve. Miután Lámek összeszorította kezeit, a fiatal pásztor fejére ütött, aki ebbe belehal. Annak érdekében, hogy halálát biztosítsa, végül egy sziklával szétzúzza a fejét.
Ennek a  Lámek felé irányuló negatív hozzáállásnak, egy alternatívája úgy tartja, hogy habár Lámek nem ölt meg senkit, feleségei mégis megtagadták őt és nem voltak hajlandóak közösülni vele, ezáltal biztosítva azt, hogy Kain nemzetsége hét generáció után kihaljon. Ezt követően pedig megszületik a vers, amit Lámek félelmeik enyhítésére szeretett volna használni. Más klasszikus források alapján, mint például Josephus álláspontja szerint, a hetvenhét szó  Lámek fiainak számát jelöli.

## Fordítás
- Ez a szócikk részben vagy egészben  a   Lamech (descendant of Cain) című angol Wikipédia-szócikk fordításán alapul.  Az eredeti cikk szerkesztőit annak laptörténete sorolja fel. Ez a jelzés csupán a megfogalmazás eredetét és a szerzői jogokat jelzi, nem szolgál a cikkben szereplő információk forrásmegjelöléseként.